# Lomatium simplex
Lomatium simplex là một loài thực vật có hoa trong họ Hoa tán. Loài này được (Nutt. ex S. Watson) J.F. Macbr. mô tả khoa học đầu tiên năm 1918.